# Страйк ілюзій
«Страйк ілюзій: антологія сучасної української драматургії» — перша книга із серії сучасної української драматургії «Нова п'єса». Антологія вмістила у собі 10 п'єс відомих драматичних авторів, чиї твори неодноразово ставилися на сценічних майданчиках України і перекладались іноземними мовами. Антологія є презентацією цілого спектру стилів і показує розмаїття пошуків сучасної української драматургії. «Страйк ілюзій» є підтвердженням нової епохи, що повністю витіснила епоху постмодернізму в Україні.

## Історія створення
Збірка «Страйк ілюзій» видрукувана видавництвом «Основи» у 2004 році. Це спільний проект видавництва Соломії Павличко «Основи», продюсерського агентства "Мистецьке березілля" та Конфедерації драматургів України. Книга була умовно розділена на п'ять блоків: прадавні ілюзії, потойбічні ілюзії, актуальні ілюзії, абсурдні ілюзії, ілюзії-фентезі. Групування п'єс у збірці є на кшталт первинної інтерпретації від самих упорядників.
Презентація збірки відбулася 16 грудня 2004 року у Будинку актора в Києві у формі засідання страйккому з президією, гаслами та закликами.

## Твори
У передмові до антології Мар'яна Шаповал робить короткий аналіз самих п'єс й відзначає, що в збірці «Страйк ілюзій» «поетичну, оптимістично-сонячну настроєву домінанту, що вигідно маркує українську драматургію на тлі найближчого оточення». За її словами, особливо примітна тенденція, де творче бачення зміщується у бік ідеалізування, ірреальності та абсурду.

### «Чарований запорожець»
Відкриває антологію п'єса Богдана Жолдака «Чарований запорожець». За визначенням автора це «химерна феєрія», для більшого розуміння таке визначення найбільше підходить під водевіль. П'єса не є «автономною», бо вона має багато спільних рис з «Лісовою піснею» Лесі Українки, щось на кшталт пародії на неї. 

### «Сім кроків до Голгофи»
«Сім кроків до Голгофи» - це єдиний твір у антології, що має епіграф. Її автором є Олег Гончаров. Ця п'єса розповідає про історію людини, яка на шляху до своєї меті-фікції — Голгофи — здатна прибрати з дороги всіх, хто стоїть їй на заваді. Але все ж правосуддя бере гору над безкарністю. Ця філософська історія дає новітнє прочитання Старого Заповіту, певним чином спроектоване на жорстокість сучасного світу. Суть п'єси можна звести до цитати з неї: «Ніхто… не може… безкарно… творити зло».

### «Душа моя зі шрамом на коліні»
Драма Ярослава Верещака, що вражає своїм сюжетом з самого початку: центральний персонаж — мертвий, із глядачами ж говорить його душа. Репліки головного героя лунають від першої особи, у чому можна побачити щось подібне до сповіді. Своїм уявленням про світ Верещак повертає нас у язичницькі часи: «існує одна-єдина безконечна душа, і всі ми часточка її», тобто Бог ніби розлитий у природі. А смерті не існує, бо наш світ зітканий із любові та сонячного світла. На думку автора, це і є найвищою таємницею людського життя.

### «Зніміть з небес офіціанта»
У п'єсі Олега Миколайчука-Низовця «Зніміть з небес офіціанта, або Навіщо нам позаторішній сніг» головний герой віддає Богові душу, що стає певною тенденцією української драми. Задумка самої вистави є незвичною, адже головний герой — Альфонсо, майже весь час говорить сам, звертаючись до живого офіціанта, до макета офіціанта, до ляльок, однак відповідей він так і не отримує, аж до фіналу твору, коли заговорить живий офіціант.

### «Дев'ятий місячний день»
У п'єсі Олександри Погребінської «Дев'ятий місячний день» перед собою бачимо сучасну сім'ю — немолода мати, її син Олег та його колишня дружина Олена. Родина живе одноманітним і сирим життям. Батько Олега помер п'ять років тому, а до його матері залицяється будівельник Віктор Михайлович. І хоча Олена вже давно розлучилася з Олегом, стосунки їх є дуже своєрідними — вона то булочки їм принесе, то пирогів. Все життя проходить у сірості, та одного літнього дня монотонне життя завершується.

### «Самогубство самотності»
Трагіфарс на дві дії «Самогубство самотності» Неди Нежданої розчленоване не на яви, сцени чи картини, а на сходинки (їх, до речі, рівно тринадцять). Ремарки стиснуті, проте досить часті, адже в п'єсі багато фізичної дії. Дійових осіб тут усього чотири: люди — Він і Вона, та коти — Кіт і Киця. Усе відбувається на даху якогось будинку. Спершу з'являються коти, вони, нарешті, знаходять підходящий дах для котячого свята й чекають на свого товариша Рудика, котрий має принести сметану. Аж тут виникає чоловік із трупом за плечима, коти незадоволені, бо саме через нього вони міняють уже п'ятий дах: куди вони — туди й Він зі своїм мертвяком, однак нікуди не йдуть. Із будки з антеною виходить жінка у довгій сукні, чоловік, угледівши її, ховається, прилаштовує на будку якийсь пристрій і кудись телефонує по мобільнику. Жінка вже стоїть на краю і збирається стрибнути. Він озивається до Неї, зав'язується розмова, недовіра та підозри у вбивстві поступаються місцем відвертості.

### «Я. Сіріус. Кентавр»
Герої твору Лариси Парис — люди без визначеного соціального статусу, роду занять, віку, вони не мають цілей і власної долі. Це два чоловіка (Зиґмунд і Зенон) та дві жінки (Дора — дружина Зиґмунд і Цецилія — дружина Зенона). Простір не визначений, зрозуміло тільки те, що чоловіки знаходяться на землі, а жінки — на небі (не там, де живе Господь-Бог, а на хмарці-гойдалці). Час зупинився і для одних, і для інших. Землю покрила вічна зима та низькі хмари, на небі — вітер і хмари. Ціль головних героїв — поєднатися один з одним, що не видається їм можливим.

### «Сестра милосердна»
Восьма п'єса антології — «Сестра милосердна» Володимира Сердюка. Два літніх чоловіка лежать у лікарні. Один Бородань — митець, кінорежисер, інший — Лисий — науковець, атомний фізик. Обидва прикуті до крісла на коліщатах і обидва хворі на смертельну хворобу — рак, поступово знемагаючи від жахливого болю. Герої вже довго чекають на свою смерть, але вона так і не приходить. Ці дідугани безмежно самотні — їх не відвідують навіть власні діти, їх уже давно всі поховали. Єдина, хто про них не забула, — медсестра Лора.

### «Шляхетний Дон»
П'єсу «Шляхетний Дон» Сергія Щученка найточніше було би назвати фантастикою. Суть твору полягаю у тому, що радянські вчені зробили революційний винахід: міжпросторовий штуцер, за допомогою якого за секунду можна опинитися в одному з паралельних світів. Боксер Джек здійснює велику кількість міжпросторових пригод і знаходить жінку шляхетну донну Елеонору аж у середньовічній Європі. Фінал цієї історії — це винагорода для Джека та його коханої.

### «На виступцях»
Десята п'єса — фарс для двох блазнів, годинника та маріонеток «На виступцях» Катерини Демчук. Цей твір містить елементи постмодерністської естетики. Перед нашими очима постає жива колода карт: королі, нижники, кралі та їх слуги. Зовсім випадково в цю країну, якої немає на жодній карті, потрапляє чужинець (мандрівник). Пильність гостя присипляє надмірна увага до його персони з боку нижників, краль, блазня: вони переодягають його в прекрасні, гідні короля шати, пригощають наливкою, розважають. Проте не все так добре в цьому королівстві — поступово чужинець дізнається про місцевий ритуал: людина, що приходить сюди, мусить або померти, або стати королем, своїм наказом убивши попереднього (адже, як і в кожному пристойному королівстві, тут є кат).

## Відгуки
У сучасних творах української драматургії залишилося відлуння постмодерністської естетики, проте воно втрачає свій вплив, при тому зазнавши певних видозмін. Приміром, автори використовують прийом гри, однак ця гра набула конструктивних рис. Автор проекту та упорядник книги Надія Мірошниченко лише в загальних рисах аналізує стан сучасної української драми, зазначивши, що після краху СРСР відбувся злам традицій, у зв'язку з чим замість догмату однієї моделі з'явився цілий ряд нових моделей. Надія Мірошниченко вказує на багатовекторність пошуків навіть у межах однієї антології — «від переінтерпретації давніх міфів та містичних мандрів у паралельних світах до витворення новітніх притч і довільної гри фантазії». Збірка «Страйк ілюзій» — це, на її погляд, страйк українських драматургів проти літератури без драми. На думку критиків, у збірці проявляються такі тенденції розвитку сучасної української драми:
- Експерименти з ремарками — їх наближення до, тексту епічного твору, що характеризується наявністю тропів (епітетів, порівняльних зворотів, інверсованих речень), авторської позиції щодо того, що відбувається в п'єсі, «зайвої» для режисера інформації;
- Збільшення довжини реплік, що віддаляє діалоги персонажів від живого мовлення;
- Тяжіння до «монологізації» драми (мається на увазі зростання ролі монологів у п'єсі, аж до обрання форми моновистави, де говорить усього лиш один персонаж);
- Скорочення кількості дійових осіб, що призводить до відсутності в творах сучасної української драматургії полілогів;
- Включення в текст драми «малих» жанрів інших родів літератури: пісень, віршів, анекдотів, фрагментів епічних творів;
- Нетрадиційне членування п'єс або й повна відсутність будь-якого поділу на дії, картини, сцени[3].